# Coleophora tremefacta
Coleophora tremefacta là một loài bướm đêm thuộc họ Coleophoridae. Nó được tìm thấy ở Úc.